# Оттон V (маркграф Бранденбурга)
Оттон V Длинный (нем. Otto V. „der Lange“; ок. 1246 — 1298) — маркграф Бранденбург-Зальцведельский.

## Биография
Оттон V был сыном маркграфа Бранденбурга Оттона III и Беатрисы (Божены) Богемской. После смерти отца в 1267 году Иоганн стал править своей половиной Бранденбурга (отец в 1266 году разделил маркграфство с братом Иоганном I) вместе с братьями Иоганном III (который в следующем году погиб во время турнира), Альбрехтом III и Оттоном VI. В 1272 году разделил владения с младшими братьями.
Оттон провёл много времени в Праге при дворе своего дяди по матери — чешского короля Пржемысла Отакара II, и в большей степени был занят тамошними делами, чем собственными владениями. В 1271 году он участвовал в чешском походе на Венгрию, поддерживал чешского короля в его конфликте с Рудольфом Габсбургом, а в 1278 году принял участие на стороне чехов в битве на Моравском поле, в которой Пржемысл Отакар II погиб. После этого он стал регентом при малолетнем сыне Пржемысла Отакара II — Вацлаве II. В 1279 году он от имени Вацлава подписал мир с Рудольфом, по которому отказывался от завоёванных Пржемыслом Отакаром Австрии, Штирии и Каринтии, и отдав на пять лет Моравию; молодого чешского короля он увёз в Бранденбург, сделав его фактически своим пленником. Недовольные немецким регентом чешские дворяне стали группироваться вокруг матери молодого короля Кунигунды, и в 1283 году Оттону пришлось вернуть Вацлава в Прагу.
После смерти в 1291 году Рудольфа Габсбурга Оттон, как глава оттонской линии бранденбургских Асканиев, участвовал в выборах нового короля Германии; при этом он ввязался в спор с со своим кузеном, Оттоном IV, принадлежавшим к младшей линии рода, по вопросу о том, кто из них имеет право выбирать. Оттон V поддержал Адольфа Нассауского, а Оттон IV — Альбрехта Габсбурга.

## Семья и дети
В первый раз Оттон женился на Катерине, дочери Пшемыслава Великопольского. Этот брак был бездетным.
Во второй раз Оттон женился на Юдите, дочери Германа I Хеннеберг-Кобургского. Их дети:
- Матильда (1270 — до 1 июня 1298), вышла замуж за силезского князя Генриха IV Пробуса.
- Герман (1275—1308), наследник
- Оттон (ум.1307)
- Кунигунда (ум.1317), не была замужем
- Беатриса (ум. до 1316), вышла замуж за свидницкого князя Болеслава I Сурового
- Юдит (Ютта) (ум.1328), вышла замуж за Рудольфа Саксен-Виттенбергского
- Альбрехт (до 1283 — ок.1296)